# Sarishabari
Sarishabari è un sottodistretto (upazila) del Bangladesh situato nel distretto di Jamalpur, divisione di Mymensingh. Si estende su una superficie di 263,48 km² e conta una popolazione di 325.320  abitanti (censimento 2011).